# Eivind Berggrav
Eivind Berggrav, ursprungligen Eivind Josef Jensen, född 25 oktober 1884 i Stavanger, död 14 januari 1959, var en norsk biskop och teologisk författare, son till Otto Jensen och far till Dag Berggrav.
Berggrav tog en teologie kandidatexamen 1908 och var därefter lärare vid Eidsvolds folkhögskola i Eidsvold. 1918 blev han kyrkoherde i Hurdal och Feiring i Oslo stift. År 1923 utnämndes han till teologie hedersdoktor vid Lunds universitet och blev 1925 präst vid Botsfengselet i Oslo och teologie doktor vid Oslo universitet samma år. 1928–1937 var han biskop i Hålogalands stift med Tromsø som biskopssäte, och därefter biskop i Oslo stift.
Berggrav var verksam inom den kristna studentrörelsen och hävdade under sin tid som aktiv där den fria forskningens rätt. Som teolog ägnade han sig främst åt religionspsykologin. Han redigerade Kirke og kultur 1909–1914 (tillsammans med Thorvald Klaveness), 1915–1922 och från 1925. 
Bland hans skrifter märks Krigerliv og religiøsisitet (1915), Religionens terskel (1924), Den religiøse følelse (1927) samt Fangens sjel (1928).
Under andra världskriget var Berggrav engagerad i kampen mot de tyska ockupationsstyrkorna och det norska nazistpartiet Nasjonal Samling. Han konspirerade även tillsammans med Theodor Steltzer och Helmuth von Moltke att mörda Adolf Hitler.

## Svenska översättningar (urval)
- Krigarliv och religiositet (Krigerliv og religiøsitet) (anonym översättning?, Schildt, 1916)
- Mannen Jesus (från förf:s manuskript av Oscar Mannström, Svenska kristliga studentrörelsen, 1921)
- Fångens själsliv: iakttagelser och erfarenheter från straffängelset i Oslo (Fangens sjel) (översättning Thorsten W. Törngren, Geber, 1929)
- Kropp och själ i karaktärsliv och gudsliv (översättning Hugo Hultenberg, Diakonistyrelsen, 1933)
- Helgelse (Helliggjørelse) (Svenska kyrkans diakonistyrelses bokförlag, 1934)
- Oxford – fanfar eller fara? (översättning Märta Lindqvist, Diakonistyrelsen, 1935)
- Biskop ovan polcirkeln (Spenningens land: visitasglimt fra Nord-Norge) (översättning Märta Lindqvist, Diakonistyrelsen, 1937)
- Nordens insats (översättning Sven Stolpe, 1939)
- Staten och människan (Staten og mennesket) (översättning Harry Johansson, Ljus, 1945)
- Klar kamp: minnen och samtal från ockupationen (Når kampen kom) (översättning Lennart Göthberg, Svenska kyrkans diakonistyrelses bokförlag, 1945)
- Humor och allvar och andra essayer om mänskliga förhållanden (översättning Alf Ahlberg, Diakonistyrelsen, 1947)